# Frédéric Bulot
Frédéric Bulot (Libreville, Gabón, 27 de septiembre de 1990) es un futbolista gabonés. Juega como delantero y se encuentra sin equipo.

## Selección nacional
Debido a que posee ascendencia francesa,[cita requerida] jugó para las categorías inferiores de la selección de fútbol de Francia. Sin embargo, decidió jugar con la absoluta de la selección de fútbol de Gabón, debutando en el año 2014 y disputando la Copa de África de 2015.[cita requerida]

## Clubes
| Club                    | País       | Año       |
| ----------------------- | ---------- | --------- |
| A. S. Monaco            | Francia    | 2010-2011 |
| S. M. Caen              | Francia    | 2011-2012 |
| Standard de Lieja       | Bélgica    | 2012-2014 |
| Charlton Athletic F. C. | Inglaterra | 2014-2015 |
| Stade de Reims          | Francia    | 2015-2017 |
| Tours F. C.             | Francia    | 2018      |
| FC Gifu                 | Japón      | 2019      |
| Felda United            | Malasia    | 2020      |
| Doxa Katokopias         | Chipre     | 2021      |